# Heptathela heyangensis
Heptathela heyangensis is een spinnensoort uit de familie Liphistiidae. De soort komt voor in China.